# Chihiro Masui
 (février 2019).
Chihiro Masui (増井千尋, Masui Chihiro) est une écrivaine, auteure culinaire, et journaliste japonaise née à Tokyo, au Japon.

## Biographie
Chihiro Masui, née Chihiro Yamakawa, est la fille de Chiaki Yamakawa, présentateur à la télévision japonaise et de Kazuko Masui, journaliste. Elle quitte son pays natal à l'âge de quatre ans pour suivre ses parents à New-York et à Londres où était posté son père, alors reporter pour la chaine de télévision japonaise Fuji TV.
Elle entre à l’école maternelle à New York, à l’école primaire à Londres, puis à Paris, où sa mère s’installe après la séparation de ses parents. Elle prend alors le nom de jeune fille de sa mère : Masui. Elle va au collège, puis au lycée Charlemagne.
Elle poursuit par des études de philosophie à la Sorbonne à Paris et ensuite fait une formation d’interprétariat simultané à Tokyo où elle s'installa.
Chihiro Masui commence sa carrière d’écrivain à l'âge de 16 ans en composant pour un magazine japonais une série de contes intitulée « Guide de Paris pour mon grand-père ». Ces nouvelles seront recueillies en un volume, qui sera traduit en Braille, à la demande de la bibliothèque des mal-voyants de Tokyo.
Installée de nouveau à Paris depuis 1992, elle se consacre progressivement à la réalisation d’ouvrages culinaires, souvent en collaboration avec le photographe irlandais Richard Haughton qu’elle rencontre en 1994 lors d’un reportage à Londres.
Elle traduit en anglais et en français « l’Encyclopédie des Fromages » (titre actuel « Fromages de France ») de sa mère Kazuko Masui, d’abord publié en japonais puis traduit dans 18 langues dont le chinois et le russe.
Elle écrit de nombreux articles sur la gastronomie et l’art de vivre dans le monde pour la presse internationale (Kurashi-no-techo, Bungeishunju, Asahi Shinbun, Hanatsubaki, et Cuisine Kingdom au Japon, Elle, Vogue, Cuisine Professionnelle, Étoile, Wasabi, Culinaire saisonnier pour la presse francophone, et Cook_inc en Italie).
Elle a été l’un des auteurs de la version française de « Les trois étoiles du guide Michelin - le tour du monde des tables d’exception » ainsi que celle en langue japonaise.
Elle a fait quelques apparitions lors de débats (Salon du livre de Paris, Japan Expo,..) ou d'émissions culinaires télévisées (Arte, France 5)

## Publications
- L’anglais en manga, 1998.
- Tout sushi, avec Kazuko Masui, Hachette Pratique, 2004 (version anglaise « Sushi Secrets »).
- Salades françaises, Surugadai-shuppan, 2008.
- Souvenirs du Japon, Éditions du Chêne, 2008.
- Anton – le Pré Catelan, avec le chef Frédéric Anton, Glénat, 2008.
- Poissons - un art du Japon, avec les chefs Hachiro Mizutani et Masao Karasuyama, Glénat, 2009.
- Ma cuisine asiatique, France Loisirs, 2010.
- Duo Gourmand : Sushi et Wok, Éditions Gründ, 2011.
- La Cuisine du Kâma Sûtra, Éditions du Chêne, 2011.
- Petits gâteaux,avec les chefs Frédéric Anton et Christelle Brua, Éditions du Chêne, 2011.
- Pommes de terre,avec les chefs Frédéric Anton et Christelle Brua, Éditions du Chêne, 2012.
- Astrance – Livre de cuisine, avec le chef Pascal Barbot, Éditions du Chêne, 2012. (version anglaise « Astrance – A Cook’s Book »)
- Sushi Manga, Flammarion, 2012.
- Éric Briffard – le Cinq, avec le chef Eric Briffard, Glénat, 2012.
- Vins et mets, une affaire de goût, avec le sommelier Nicolas Rebut, Flammarion, 2012.
- Gyôzas & raviolis vapeur, Hachette cuisine, 2013.
- Tartes,avec les chefs Frédéric Anton et Christelle Brua, Éditions du Chêne, 2013.
- La cuisine du Japon, Éditions Gründ, 2013.
- Kei, avec le chef Kei Kobayashi Éditions du Chêne, 2014.
- Amandine Chaignot, avec le chef Amandine Chaignot, Éditions du Chêne, 2014.
- Toyo, avec le chef Toyomitsu Nakayama, Hachette cuisine, 2014.
- Noriyuki Hamada – restaurant Yukawatan, avec le chef Noriyuki Hamada, Glénat, 2014.
- Sola, avec le chef Hiroki Yoshitake, Éditions du Chêne, 2015.
- Thés japonais, Éditions du Chêne, 2015.
- Nouilles d'Asie, avec Minh-Tâm Tran et Margot Zhang, Éditions du Chêne, 2016. Ré-édité sous le titre Ramens et autres nouilles, Marabout, 2023.
- Kenzo Takada, avec Kazuko Masui, Éditions du Chêne, 2018.
- Jérôme Banctel – La réserve Paris, avec le chef Jérôme Banctel, Flammarion, 2019.
- Kei II, avec le chef Kei Kobayashi, Éditions du Chêne, 2019.
- Christophe Pelé – Le Clarence, avec le chef Christophe Pelé, Glénat, 2019.
- Karen Torosyan – Secrets et techniques d'un cuisinier orfèvre, avec le chef Karen Torosyan, Flammarion, 2019.
- Racine - Un japonais à Reims, avec le chef Kazuyuki Tanaka, Glénat, 2021.
- Belle peau, avec Machiko Kibé, Flammarion, 2021.
- Kei III, avec le chef Kei Kobayashi, Flammarion, 2022.